# Хоп-Кібер
Хоп-Кібе́р (рос. Хоп-Кибер, чув. Хопкĕпер) — присілок у Чувашії Російської Федерації, у складі Ільїнського сільського поселення Моргауського району.
Населення — 130 осіб (2010; 150 в 2002, 174 в 1979; 207 в 1939, 204 в 1926, 144 в 1906, 82 1858).

## Історія
Історична назва — Хопкаси. Утворився як околоток присілку Янаптплова-Яндіарова (нині не існує). До 1866 року селяни мали статус державних, займались землеробством, тваринництвом, ковальством, виробництвом возів, саней, шкіри. 1931 року утворено колгосп «Прожектор». До 1920 року присілок перебував у складі Татаркасинської волості Козьмодемьянського, до 1927 року — Чебоксарського повіту. 1927 року присілок переданий до складу Татаркасинського району, 1939 року — до складу Сундирського, 1962 року — до складу Чебоксарського, 1964 року — до складу Моргауського району.